# Uniunea Juriștilor din România
Uniunea Juriștilor din România este o asociație profesională a juriștilor din România cunoscută mai ales prin premiile anuale pe care le oferă